# Beräkning
Beräkning eller kalkyl  är bestämning av något mätbart, exempelvis genom matematiska operationer.
Beräkningar kan göras analytiskt (med matematiska uttryck som består av parametrar) eller numeriskt. Numeriska beräkningar studeras i beräkningsvetenskap.
Ett exempel på en enkel beräkning är: {\displaystyle 7+7=14}